# Milonia hexastigma
Milonia hexastigma là một loài nhện trong họ Araneidae.
Loài này thuộc chi Milonia. Milonia hexastigma được miêu tả năm 1882 bởi Hasselt.